# UNI-VERSE
「UNI-VERSE」（ユニバース）は、ASKAの楽曲。自身の10作目のシングルとして、2008年10月1日にユニバーサル シグマから発売された。

## 背景・リリース
ソロ・シングルとしては「心に花の咲く方へ」からおよそ5年ぶりとなった。
カップリングの3曲は、2008年に行われた『ASKA SYMPHONIC CONCERT TOUR 2008 "SCENE"』シンガポール公演（Esplanade Concert Hall）でのコンサート音源が収録されている。これらの音源を含んだ配信限定ライブ・アルバム『ASKA SYMPHONIC CONCERT TOUR 2008 "SCENE" at The Bay (Singapore)』が11月1日にiTunes Storeでリリースされた（moraでも配信）。

## 収録曲
| 全作詞・作曲: ASKA。 |                                               |           |            |              |      |
| #                    | タイトル                                      | 作詞      | 作曲・編曲 | 編曲         | 時間 |
| 1.                   | 「UNI-VERSE」                                 | ASKA      | ASKA       | 澤近泰輔     | 5:27 |
| 2.                   | 「草原にソファを置いて（Live ver.）」         | ASKA      | ASKA       | 藤原いくろう | 5:12 |
| 3.                   | 「月が近づけば少しはましだろう（Live ver.）」 | ASKA      | ASKA       | 藤原いくろう | 6:31 |
| 4.                   | 「PLEASE（Live ver.）」                       | ASKA      | ASKA       | 藤原いくろう | 7:13 |
| 合計時間:            | 合計時間:                                     | 合計時間: | 24:23      |              |      |

## 楽曲解説
1. UNI-VERSE
テレビ東京系情報番組『ワールドビジネスサテライト』エンディングソング。
アルバム『SCRAMBLE』では新たにミックスされ、Album Mixとして収録されている。
タイトルの「UNI-VERSE」とは、「宇宙」・「万物」といった「universe」の意味に加え、「UNI」は「one（ひとつ）」、「VERSE」は「music（音楽）」を表すものとしてASKAが名づけた言葉である。歌詞には「アトム」（鉄腕アトム）や、谷川俊太郎の詩のタイトル「朝のリレー」が使われている[4]。
ASKA自身この曲を "傑作" としており、大変気に入っている楽曲である[5]。
2. 草原にソファを置いて（Live ver.）
アルバム『ONE』収録曲。
2008年に行われたコンサートツアー『ASKA SYMPHONIC CONCERT TOUR 2008 "SCENE"』のシンガポール公演からの音源。
3. 月が近づけば少しはましだろう（Live ver.）
アルバム『NEVER END』収録曲。
2008年に行われたコンサートツアー『ASKA SYMPHONIC CONCERT TOUR 2008 "SCENE"』のシンガポール公演からの音源。
4. PLEASE（Live ver.）
アルバム『SCENE II』収録曲。
2008年に行われたコンサートツアー『ASKA SYMPHONIC CONCERT TOUR 2008 "SCENE"』のシンガポール公演からの音源。

## 収録アルバム
- SCRAMBLE (#1)※アルバム・ミックス

「UNI-VERSE」のMusic VideoがBlu-ray Discに収められている。
- Made in ASKA (#1)